# تشاكر زهي
تشاكر زهي (بالفارسية: چاکر زهی) هي قرية تقع في منطقة بولان في إيران. يقدر عدد سكانها بـ 192 نسمة بحسب إحصاء 2016.